# Andrej Abdoevalijev
Andrej Chakimovitsj Abdoevalijev (Russisch: Андрей Хакимович Абдувалиев) (Leningrad, 30 juni 1966) is een voormalige kogelslingeraar uit Rusland, die uitkwam voor de Sovjet-Unie, Tadzjikistan en Oezbekistan. Hij werd olympisch en wereldkampioen en had gedurende tien jaar het Aziatisch record in handen.

## Loopbaan
Abdoevalijev won een gouden medaille op de Olympische Spelen in 1992, toen hij uitkwam voor het Gezamenlijk team op de Olympische Spelen, een gezamenlijk team van verschillende voormalige Sovjetstaten. Een jaar later werd hij, ditmaal uitkomend voor Tadzjikistan, in Stuttgart wereldkampioen met een worp van 81,64 m, een Aziatisch record. Twee jaar later prolongeerde hij zijn wereldtitel op de WK in Göteborg met een vrijwel identieke worp van 81,56 m.
In 1997 veranderde Andrej Abdoevalijev zijn nationaliteit naar die van Oezbekistan. Zijn tweede deelname aan de Olympische Spelen was in 2000. In Sydney kwam hij echter niet verder dan 75,64 en slaagde hij er niet in om door te dringen tot de finale.

## Titels
- Olympisch kampioen kogelslingeren - 1992
- Wereldkampioen kogelslingeren - 1993, 1995
- Aziatisch kampioen kogelslingeren - 1998
- Sovjet-Russisch kampioen kogelslingeren - 1991
- Europees jeugdkampioen kogelslingeren - 1985

## Persoonlijke records
| Onderdeel      | Prestatie         | Datum       | Plaats |
| -------------- | ----------------- | ----------- | ------ |
| kogelslingeren | 83,46 m (NR Tad.) | 26 mei 1990 | Sotsji |
| kogelslingeren | 82,66 m (NR Oez.) | 9 juli 1997 | Tula   |

## Belangrijkste resultaten
| Jaar | Toernooi                   | Plaats                    | Uitslag | Worp    |
| ---- | -------------------------- | ------------------------- | ------- | ------- |
| 1985 | EJK                        | Cottbus, Oost-Duitsland   | 1e      | 72,44 m |
| 1990 | Goodwill Games             | Seattle, Verenigde Staten | 1e      | 82,20 m |
| 1991 | WK                         | Tokio, Japan              | 5e      | 78,30 m |
| 1992 | OS                         | Barcelona, Spanje         | 1e      | 82,54 m |
| 1993 | WK                         | Stuttgart, Duitsland      | 1e      | 81,64 m |
| 1994 | IAAF Grand Prix Finale     | Parijs, Frankrijk         | 1e      | 81,46 m |
|      | IAAF Wereldbeker           | Londen, Groot-Brittannië  | 1e      | 81,72 m |
| 1995 | WK                         | Göteborg, Zweden          | 1e      | 81,56 m |
|      | Centraal-Aziatische spelen | Tasjkent, Oezbekistan     | 1e      |         |
| 1997 | WK                         | Athene                    | 15e     | 74,96 m |
| 1998 | Aziatische kamp.           | Fukuoka, Japan            | 1e      | 76,67 m |
|      | Aziatische Spelen          | Bangkok, Thailand         | 2e      | 77,14 m |
|      | IAAF Wereldbeker           | Johannesburg, Zuid-Afrika | 3e      | 79,40 m |
|      | IAAF Grand Prix Finale     | Moskou, Rusland           | 3e      | 78,30 m |
| 1999 | WK                         | Sevilla                   | 15e     | 75,12 m |
|      | Centraal-Aziatische spelen | Bishkek                   | 1e      | 80,68 m |
| 2000 | OS                         | Sydney                    | 15e     | 75,64 m |

1900: John Flanagan ·
1904: John Flanagan ·
1908: John Flanagan ·
1912: Matt McGrath ·
1920: Patrick Ryan ·
1924: Fred Tootell ·
1928: Pat O'Callaghan ·
1932: Pat O'Callaghan ·
1936: Karl Hein ·
1948: Imre Németh ·
1952: József Csermák ·
1956: Harold Connolly ·
1960: Vasili Roedenkov ·
1964: Romuald Klim ·
1968: Gyula Zsivótzky ·
1972: Anatoli Bondartsjoek ·
1976: Joeri Sedych ·
1980: Joeri Sedych ·
1984: Juha Tiainen ·
1988: Sergej Litvinov ·
1992: Andrej Abdoevalijev ·
1996: Balázs Kiss ·
2000: Szymon Ziółkowski ·
2004: Koji Murofushi ·
2008: Primož Kozmus ·
2012: Krisztián Pars ·
2016: Dilsjod Nazarov ·
2020: Wojciech Nowicki ·
2024: Ethan Katzberg
1983 Sergej Litvinov · 
1987 Sergej Litvinov · 
1991 Joeri Sedych · 
1993 Andrej Abduvalijev · 
1995 Andrej Abduvalijev · 
1997 Heinz Weis · 
1999 Karsten Kobs · 
2001 Szymon Ziółkowski · 
2003 Ivan Tsichan · 
2005 Ivan Tsichan ·
2007 Ivan Tsichan ·
2009 Primož Kozmus ·
2011 Koji Murofushi ·
2013 Paweł Fajdek ·
2015 Paweł Fajdek ·
2017 Paweł Fajdek ·
2019 Paweł Fajdek ·
2022 Paweł Fajdek ·
2023 Ethan Katzberg